# Baničevec
 Baničevec  falu Horvátországban Zágráb megyében. Közigazgatásilag Rakovechez tartozik.

## Fekvése
Zágrábtól 28 km-re északkeletre, községközpontjától 3 km-re délnyugatra az A4-es autópálya mellett, a megye északkeleti részén fekszik.

## Története
A falunak 1857-ben 110, 1910-ben 307 lakosa volt. Trianonig Belovár-Kőrös vármegye Kőrösi járásához tartozott. 2001-ben 209 lakosa volt.

## Lakosság
| Lakosság változása | Lakosság változása | Lakosság változása | Lakosság változása | Lakosság változása | Lakosság változása | Lakosság változása | Lakosság változása | Lakosság változása | Lakosság változása | Lakosság változása | Lakosság változása | Lakosság változása | Lakosság változása | Lakosság változása |
| ------------------ | ------------------ | ------------------ | ------------------ | ------------------ | ------------------ | ------------------ | ------------------ | ------------------ | ------------------ | ------------------ | ------------------ | ------------------ | ------------------ | ------------------ |
| 1857               | 1869               | 1880               | 1890               | 1900               | 1910               | 1921               | 1931               | 1948               | 1953               | 1961               | 1971               | 1981               | 1991               | 2001               |
| 110                | 157                | 182                | 209                | 254                | 307                | 285                | 282                | 307                | 315                | 290                | 275                | 268                | 244                | 209                |

## Külső hivatkozások
Rakovec község hivatalos oldala